# Bolero (Chopin)
El Bolero op. 19, és una obra per a piano composta per Frédéric Chopin el 1833 i publicada a Leipzig el 1834. És una de les seves peces per a piano menys conegudes, tot i que s'ha enregistrat en bastantes ocasions. Malgrat el gust ostensiblement espanyol de la peça, s'ha descrit com una polonesa disfressada, o un bolero a la polonesa, ja que els seus ritmes són més a prop d'una polonesa que de la dansa espanyola. El va escriure cinc anys abans que Chopin visités per primera vegada Espanya (1838). S'ha afirmat que és l'única polonesa-bolero mai escrita.
L'aparent inspiració per al bolero era l'amistat de Chopin amb la soprano francesa Pauline Viardot, filla del famós tenor espanyol Manuel García, que havia introduït boleros a París en l'època que Chopin arribà a París. El seu biògraf Frederick Niecks especula que es tractava inspirat en el Bolero que apareix a La Muette de Portici (1828) de Daniel Auber. L'obra la va dedicar a "Mademoiselle la Comtesse Émilie de Flahaut", dama escocesa de 14 anys ja integrada en la societat francesa. Més tard esdevindria la comtessa de Shelburne.
La tonalitat general del Bolero és difícil d'establir. Sovint apareix com a "Bolero en do major-la menor", ja que la peça s'inicia amb tres octaves a l'uníson en sol (acords dominants de do major) en fortissimo, després d'una llarga introducció en do major, per passar a la menor. Apareixen seccions en la major, la bemoll major i si bemoll menor, abans de retornar a la menor. Acaba triomfalment en la major A (tonalitat paral·lela).